# Portage—Neepawa
Pour les articles homonymes, voir Portage.
Portage—Neepawa fut une circonscription électorale fédérale du Manitoba, représentée de 1949 à 1968.
La circonscription de Portage—Neepawa a été créée en 1947 avec des parties de Macdonald, Neepawa et Portage la Prairie. Abolie en 1966, elle fut redistribuée parmi Dauphin, Lisgar, Marquette, Portage et Winnipeg-Sud-Centre.

## Députés
1. 1949-1957 — William Gilbert Weir, Libéral-progressiste
2. 1957-1962 — George C. Fairfield, PC
3. 1962-1968 — Siegfried J. Enns, PC

- PC = Parti progressiste-conservateur